# M. Tholomé
M. Tholomé war ein französischer Hersteller von Automobilen.

## Unternehmensgeschichte
Das Unternehmen M. Tholomé war an der Rue Godillot 27 in Saint-Ouen ansässig. Im Oktober 1919 wurden Fahrzeuge auf dem Pariser Autosalon präsentiert, und die Produktion von Automobilen begann. Der Markenname lautete Tholomé. 1922 endete die Produktion.
Es ist keine Verbindung bekannt zu Tholomé aus Aubagne in Südfrankreich, die nach 1945 einen Kleinstwagen in geringer Stückzahl herstellten und ebenfalls als Tholomé anboten.

## Fahrzeuge
Das Unternehmen stellte offene, zweisitzige Cyclecars her. Zur Wahl standen Zweizylindermotoren mit 900 cm³ Hubraum und Vierzylindermotoren mit 1095 cm³ Hubraum, beide von Ruby, sowie ein Zweizylindermotor von Train mit 750 cm³ Hubraum.
Im Oktober 1919 bestand das Angebot aus drei Modellen: das Modell 7 CV hatte einen V2-Motor und kostete 5350 Französische Franc. Das Leergewicht war mit 320 kg angegeben. Das Modell 10 CV hatte einen Vierzylindermotor von Ruby. Mit Zweiganggetriebe betrug der Preis 6660 Franc und mit Fünfganggetriebe 7250 Franc. Die Torpedokarosserie bot zwei Personen nebeneinander Platz.